# اچ‌ام‌اس اسوالو (۱۸۰۵)
اچ‌ام‌اس اسوالو (۱۸۰۵) (به انگلیسی: HMS Swallow (1805)) یک کشتی بود که طول آن ۱۰۰ فوت ۱ ۱⁄۲ اینچ (۳۰٫۵۱۸ متر) بود. این کشتی در سال ۱۸۰۶ ساخته شد.